# Комарівська культура

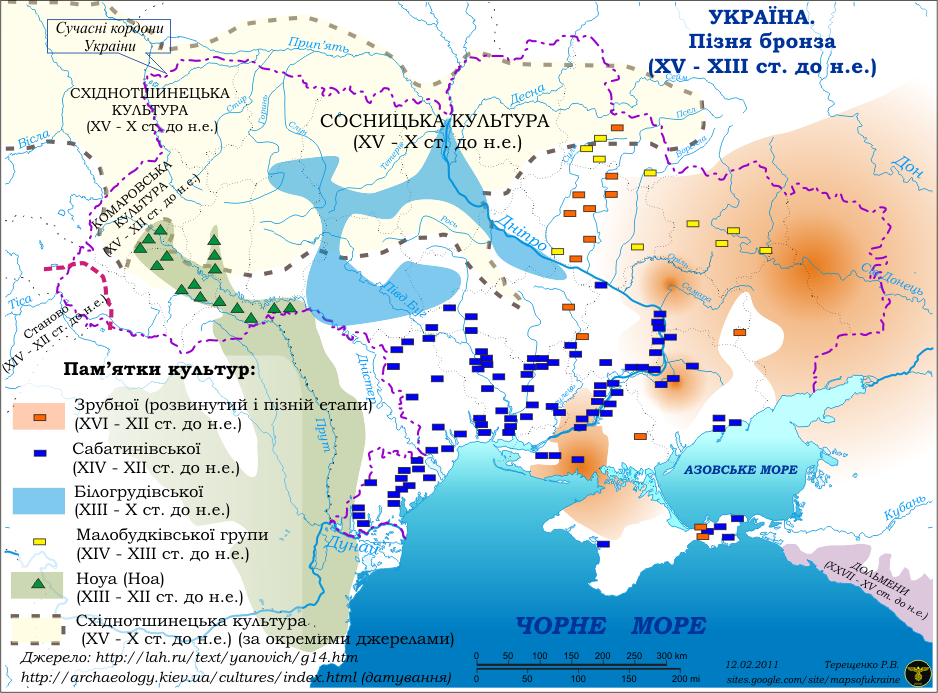

Комарі́вська культу́ра — археологічна культура середнього та пізнього періодів бронзової доби у Верхньому та Середньому Придністров'ї, що датується 15—12 ст. до н. е. (в Прикарпатті до 780 р. до н. е.). Виділена у 1930-х роках.
Названа за могильником, розкопаним 1934 року біля села Комаріва (нині Галицького району Івано-Франківської області України). Поширена в Прикарпатті, Західному Поділлі, на Волині, в середньому Побужжі, частково на правобережжі Середнього Придніпров'я.
Простежуються локальні варіанти. На основній території Комарівської культури існувала в 15—12 ст. до н. е., у Західному Прикарпатті — до 8—початку 7 ст. до н. е.
На поселеннях відомі землянки і наземні житла. Поховання — в курганах або ґрунтових могильниках (трупопокладення або спалювання в ямах або кам'яних ящиках).
Інвентар: кераміка, кам'яні знаряддя, бронзові й золоті прикраси.
Комарівська культура належала племенам землеробських скотарів. Вона виникла на основі шнурової кераміки культури і близька до тшинецької культури Польщі (племена цих культур, мабуть, були пращурами слов'ян).